# Mus haussa
Mus haussa és una espècie de mamífer rosegador de la família dels múrids. Viu a Benín, Burkina Faso, Costa d'Ivori, Ghana, Mali, Mauritània, el Níger, Nigèria, el Senegal i el Txad. El seu hàbitat natural són les sabanes. És una espècie en risc mínim, és a dir, no sembla que hi hagi cap amenaça significativa per a la seva supervivència. El seu nom específic, haussa, significa ‘haussa’ en llatí.